# Championnat d'Angleterre de football de quatrième division 2025-2026
Navigation
Édition précédente Édition suivante
La saison 2025-2026 de League Two est la 33e édition de la quatrième division anglaise sous sa forme actuelle et la 22e sous son nom actuel.
Les vingt-quatre clubs participants au championnat sont confrontés à deux reprises aux vingt-trois autres pour un total de 552 matchs. La saison régulière démarre le 1er août 2025 et se termine le 3 mai 2026, les barrages de promotion se jouant par la suite. À la fin de la saison, les trois premiers sont promus en League One et les quatre suivants s'affrontent en barrages pour une place dans la division supérieure. Les deux derniers sont quant à eux relégués en National League.

## Les clubs participants
Les clubs participants sont les 4 équipes de League One ayant terminées 21e, 22e, 23e, 24e la saison précédente, les 18 équipes ayant fini entre la 4e et la 22e de League Two 2024-2025 sauf l'équipe gagnante des play-offs ainsi que le champion et le vainqueur des play-offs de National league 2024-2025.
Localisation des clubs
| \| Gillingham Crawley Crewe Shrewsbury Milton Keynes Colchester Newport Cambridge Walsall Salford Oldham Accrington Harrogate Barrow Tranmere Notts Swindon Grimsby Barnet Cheltenham Fleetwood Bristol Chesterfield Bromley \| Localisation des clubs engagés dans le championnat. |
| Gillingham Crawley Crewe Shrewsbury Milton Keynes Colchester Newport Cambridge Walsall Salford Oldham Accrington Harrogate Barrow Tranmere Notts Swindon Grimsby Barnet Cheltenham Fleetwood Bristol Chesterfield Bromley                                                           |

| Club               | En LT depuis | Ville             | Classement 2024-2025 | Stade               | Capacité |
| ------------------ | ------------ | ----------------- | -------------------- | ------------------- | -------- |
| Crawley Town       | 2025         | Crawley           | 21e (LO)             | Broadfield Stadium  | 5 996    |
| Bristol Rovers     | 2025         | Bristol           | 22e (LO)             | Memorial Stadium    | 11 916   |
| Cambridge United   | 2025         | Cambridge         | 23e (LO)             | Abbey Stadium       | 9 617    |
| Shrewsbury Town    | 2025         | Shrewsbury        | 24e (LO)             | New Meadow          | 9 875    |
| Walsall FC         | 2019         | Walsall           | 4e                   | Bescot Stadium      | 11 300   |
| Notts County       | 2023         | Nottingham        | 6e                   | Meadow Lane         | 19 841   |
| Chesterfield FC    | 2024         | Chesterfield      | 7e                   | Proact Stadium      | 10 504   |
| Salford City       | 2019         | Salford           | 8e                   | Moor Lane           | 5 106    |
| Grimsby Town       | 2022         | Cleethorpes       | 9e                   | Blundell Park       | 9 062    |
| Colchester United  | 2016         | Colchester        | 10e                  | Colchester Stadium  | 10 105   |
| Bromley FC         | 2024         | Londres (Bromley) | 11e                  | Hayes Lane          | 5 300    |
| Swindon Town       | 2021         | Swindon           | 12e                  | County Ground       | 15 728   |
| Crewe Alexandra    | 2022         | Crewe             | 13e                  | Gresty Road         | 10 066   |
| Fleetwood Town     | 2024         | Fleetwood         | 14e                  | Highbury Stadium    | 5 311    |
| Cheltenham Town    | 2024         | Cheltenham        | 15e                  | Whaddon Road        | 7 066    |
| Barrow AFC         | 2020         | Barrow-in-Furness | 16e                  | Holker Street       | 5 045    |
| Gillingham FC      | 2022         | Gillingham        | 17e                  | Priestfield Stadium | 11 582   |
| Harrogate Town     | 2020         | Harrogate         | 17e                  | Wetherby Road       | 5 000    |
| Milton Keynes Dons | 2023         | Milton Keynes     | 19e                  | Stadium MK          | 30 500   |
| Tranmere Rovers    | 2020         | Birkenhead        | 20e                  | Prenton Park        | 16 587   |
| Accrington Stanley | 2023         | Accrington        | 21e                  | Crown Ground        | 5 057    |
| Newport County     | 2013         | Newport           | 22e                  | Rodney Parade       | 7 850    |
| Barnet FC          | 2025         | Londres (Edgware) | 1er (NL)             | The Hive Stadium    | 6 418    |
| Oldham Athletic    | 2024         | Oldham            | 5e (NL)              | Boundary Park       | 13 512   |

Légende des couleurs
- Relégué de League One
- Promu de National League

## Compétition

### Classement
Le classement est établi sur le barème de points classique (victoire à 3 points, match nul à 1, défaite à 0).

Pour départager les égalités, on tient d'abord compte de la différence de buts générale, puis du nombre de buts marqués, puis des confrontations directes et enfin si la qualification ou la relégation est en jeu, les deux équipes jouent une rencontre d'appui sur terrain neutre.
| Rang | Équipe             | Pts | J | G | N | P | Bp | Bc | Diff |
| ---- | ------------------ | --- | - | - | - | - | -- | -- | ---- |
| 1    | Crewe Alexandra    | 12  | 4 | 4 | 0 | 0 | 10 | 2  | +8   |
| 2    | Grimsby Town       | 10  | 4 | 3 | 1 | 0 | 9  | 4  | +5   |
| 3    | Chesterfield FC    | 9   | 4 | 3 | 0 | 1 | 7  | 5  | +2   |
| 4    | Salford City       | 9   | 4 | 3 | 0 | 1 | 6  | 5  | +1   |
| 5    | Milton Keynes Dons | 8   | 4 | 2 | 2 | 0 | 8  | 1  | +7   |
| 6    | Gillingham FC      | 8   | 4 | 2 | 2 | 0 | 7  | 3  | +4   |
| 7    | Bromley FC         | 8   | 4 | 2 | 2 | 0 | 6  | 3  | +3   |
| 8    | Harrogate Town     | 8   | 4 | 2 | 2 | 0 | 6  | 4  | +2   |
| 9    | Cambridge United R | 7   | 4 | 2 | 1 | 1 | 6  | 5  | +1   |
| 10   | Fleetwood Town     | 7   | 4 | 2 | 1 | 1 | 7  | 7  | 0    |
| 11   | Walsall FC         | 6   | 4 | 2 | 0 | 2 | 4  | 4  | 0    |
| 12   | Swindon Town       | 6   | 4 | 2 | 0 | 2 | 6  | 7  | -1   |
| 13   | Tranmere Rovers    | 5   | 3 | 1 | 2 | 0 | 6  | 2  | +4   |
| 14   | Colchester United  | 5   | 4 | 1 | 2 | 1 | 5  | 4  | +1   |
| 15   | Notts County       | 4   | 4 | 1 | 1 | 2 | 7  | 6  | +1   |
| 16   | Newport County     | 4   | 4 | 1 | 2 | 1 | 4  | 5  | -1   |
| 17   | Oldham Athletic P  | 3   | 4 | 0 | 3 | 1 | 2  | 3  | -1   |
| 18   | Barnet FC P        | 3   | 4 | 1 | 0 | 3 | 3  | 6  | -3   |
| 19   | Barrow AFC         | 3   | 4 | 1 | 0 | 3 | 2  | 5  | -3   |
| 20   | Accrington Stanley | 1   | 3 | 0 | 1 | 2 | 2  | 5  | -3   |
| 21   | Bristol Rovers R   | 1   | 4 | 0 | 1 | 3 | 2  | 6  | -4   |
| 22   | Crawley Town R     | 1   | 4 | 0 | 1 | 3 | 2  | 7  | -5   |
| 23   | Shrewsbury Town R  | 1   | 4 | 0 | 1 | 3 | 1  | 10 | -9   |
| 24   | Cheltenham Town    | 0   | 4 | 0 | 0 | 4 | 1  | 10 | -9   |

Promotion en League One
- 1er à 3e : promotion
- 4e à 7e : barrages de promotion

Relégation en National League
- 23e et 24e : relégation

Abréviations
- R : Relégué de League One
- P : Promu de National League

### Barrages de promotion
Les équipes classées entre la 4e et la 7e prennent part aux barrages. Le 4e affronte le 7e tandis que le 5e affronte le 6e. Les demi-finales des barrages se jouent en match aller-retour, l'équipe la moins bien classé reçoit l'aller. Tandis que, la finale se dispute au stade de Wembley en un match. Le vainqueur des barrages obtient une place dans la division supérieure la saison suivante.
|  | Demi-finales               | Demi-finales               | Demi-finales               | Demi-finales               |   |   | Finale                       | Finale                       | Finale                       | Finale                       |
|  |                            |                            |                            |                            |   |   |                              |                              |                              |                              |
|  | XX mai 2025 et XX mai 2026 | XX mai 2025 et XX mai 2026 | XX mai 2025 et XX mai 2026 | XX mai 2025 et XX mai 2026 |   |   | mai 2025 au stade de Wembley | mai 2025 au stade de Wembley | mai 2025 au stade de Wembley | mai 2025 au stade de Wembley |
|  | 7                          | -                          | -                          | -                          |   |   | mai 2025 au stade de Wembley | mai 2025 au stade de Wembley | mai 2025 au stade de Wembley | mai 2025 au stade de Wembley |
|  | 7                          | -                          | -                          | -                          |   |   | mai 2025 au stade de Wembley | mai 2025 au stade de Wembley | mai 2025 au stade de Wembley | mai 2025 au stade de Wembley |
|  | 4                          | -                          | -                          | -                          |   |   | mai 2025 au stade de Wembley | mai 2025 au stade de Wembley | mai 2025 au stade de Wembley | mai 2025 au stade de Wembley |
|  | 4                          | -                          | -                          | -                          | X | - | -                            | -                            |                              |                              |
|  | XX mai 2025 et XX mai 2026 |                            |                            |                            | X | - | -                            | -                            |                              |                              |
|  |                            |                            | X                          | -                          | - | - |                              |                              |                              |                              |
|  | 6                          | -                          | X                          | -                          | - | - | -                            | -                            |                              |                              |
|  | 6                          | -                          |                            |                            |   |   |                              | -                            |                              |                              |
|  | 5                          | -                          | -                          | -                          |   |   |                              |                              |                              |                              |
|  | 5                          | -                          | -                          | -                          |   |   |                              |                              |                              |                              |